# Guimarães (kommun i Brasilien)
Guimarães är en kommun i Brasilien.   Den ligger i delstaten Maranhão, i den nordöstra delen av landet, 1 600 km norr om huvudstaden Brasília. Antalet invånare är 12 105. Arean är 599 kvadratkilometer.
Terrängen i Guimarães är platt.
Trakten runt Guimarães består huvudsakligen av våtmarker.